# GvA Trofee veldrijden 2000-2001
De Gazet van Antwerpen Trofee 2000-2001 was het 14e seizoen van dit regelmatigheidscriterium in het veldrijden. De wedstrijdserie begon op 11 november 2000 in Niel en eindigde met de Internationale Sluitingsprijs in Oostmalle op 18 februari 2001. 
De Trofee telde dit jaar 6 crossen. De 5 beste resultaten telden mee voor het eindklassement.
De eindwinst was voor Erwin Vervecken.

## Kalender
| Datum      | Locatie                                    | Eerste              | Tweede              | Derde               |
| ---------- | ------------------------------------------ | ------------------- | ------------------- | ------------------- |
| 11/11/2000 | Niel - Jaarmarktcross                      | Erwin Vervecken     | Richard Groenendaal | Peter Van Santvliet |
| 02/12/2000 | Rijkevorsel                                | Erwin Vervecken     | Sven Nys            | Arne Daelmans       |
| 10/12/2000 | Kalmthout - Vlaamse Industrieprijs Bosduin | Sven Nys            | Richard Groenendaal | Tom Vannoppen       |
| 16/12/2000 | Essen - GP Rouwmoer                        | Peter Van Santvliet | Richard Groenendaal | Erwin Vervecken     |
| 10/02/2001 | Lille - Krawatencross                      | Sven Nys            | Bart Wellens        | Erwin Vervecken     |
| 18/02/2001 | Oostmalle - Internationale Sluitingsprijs  | Bart Wellens        | Erwin Vervecken     | Sven Vanthourenhout |

## Puntenverdeling
De eerste 30 kregen punten aan de hand van de volgende tabel:
| Positie | 1  | 2  | 3  | 4  | 5  | 6  | 7  | 8  | 9  | 10 | 11 | 12 | 13 | 14 | 15 | 16 | 17 | 18 | 19 | 20 | 21 | 22 | 23 | 24 | 25 | 26 | 27 | 28 | 29 | 30 |
| Punten  | 35 | 32 | 29 | 27 | 26 | 25 | 24 | 23 | 22 | 21 | 20 | 19 | 18 | 17 | 16 | 15 | 14 | 13 | 12 | 11 | 10 | 9  | 8  | 7  | 6  | 5  | 4  | 3  | 2  | 1  |

## Eindklassement (top 10)
| Nr. | Veldrijder          | Punten |
| --- | ------------------- | ------ |
| 1.  | Erwin Vervecken     | 160    |
| 2.  | Peter Van Santvliet | 145    |
| 3.  | Bart Wellens        | 135    |
| 4.  | Marc Janssens       | 112    |
| 5.  | Tim Pauwels         | 103    |
| 6.  | Sven Nys            | 102    |
| 7.  | Sven Raeymakers     | 101    |
| 8.  | Kipcho Volkaerts    | 100    |
| 9.  | Arne Daelmans       | 97     |
| 10. | Richard Groenendaal | 96     |

## Uitslagen
| Nr. | Naam                | Tijd     |
| --- | ------------------- | -------- |
| 1   | Erwin Vervecken     | onbekend |
| 2   | Richard Groenendaal |          |
| 3   | Peter Van Santvliet |          |
| 4   | Mario De Clercq     |          |
| 5   | Marc Janssens       |          |
| 6   | Bart Wellens        |          |
| 7   | Patrick Schurmans   |          |
| 8   | Wim Jacobs          |          |
| 9   | Sten Raeymakers     |          |
| 10  | Chris Smits         |          |

| Nr. | Naam                 | Tijd     |
| --- | -------------------- | -------- |
| 1   | Erwin Vervecken      | onbekend |
| 2   | Sven Nys             |          |
| 3   | Arne Daelmans        |          |
| 4   | Peter Van Santvliet  |          |
| 5   | Marc Janssens        |          |
| 6   | Kipcho Volckaerts    |          |
| 7   | Björn Rondelez       |          |
| 8   | Camiel Van Den Bergh |          |
| 9   | Tim Pauwels          |          |
| 10  | Kris Wouters         |          |

| Nr. | Naam                | Tijd     |
| --- | ------------------- | -------- |
| 1   | Sven Nys            | onbekend |
| 2   | Richard Groenendaal |          |
| 3   | Tom Vannoppen       |          |
| 4   | Peter Van Santvliet |          |
| 5   | Mario De Clercq     |          |
| 6   | Kipcho Volckaerts   |          |
| 7   | Wim de Vos          |          |
| 8   | Gerben De Knegt     |          |
| 9   | Gretenius Gommers   |          |
| 10  | Arne Daelmans       |          |

| Nr. | Naam                | Tijd     |
| --- | ------------------- | -------- |
| 1   | Peter Van Santvliet | onbekend |
| 2   | Richard Groenendaal |          |
| 3   | Erwin Vervecken     |          |
| 4   | Mario De Clercq     |          |
| 5   | Bart Wellens        |          |
| 6   | Peter Willemsens    |          |
| 7   | Marc Janssens       |          |
| 8   | Tim Pauwels         |          |
| 9   | Petr Dlask          |          |
| 10  | Wim Jacobs          |          |

| Nr. | Naam                | Tijd     |
| --- | ------------------- | -------- |
| 1   | Sven Nys            | onbekend |
| 2   | Bart Wellens        |          |
| 3   | Erwin Vervecken     |          |
| 4   | Peter Van Santvliet |          |
| 5   | Tom Vannoppen       |          |
| 6   | Sven Vanthourenhout |          |
| 7   | Kipcho Volckaerts   |          |
| 8   | Kris Wouters        |          |
| 9   | Sten Raeymakers     |          |
| 10  | Marc Janssens       |          |

| Nr. | Naam                | Tijd     |
| --- | ------------------- | -------- |
| 1   | Bart Wellens        | onbekend |
| 2   | Erwin Vervecken     |          |
| 3   | Sven Vanthourenhout |          |
| 4   | Arne Daelmans       |          |
| 5   | Kipcho Volckaerts   |          |
| 6   | Peter Van Santvliet |          |
| 7   | Kris Wouters        |          |
| 8   | Sten Raeymakers     |          |
| 9   | Bart Aernouts       |          |
| 10  | Jan Van Donink      |          |

Kampioenschappen:  Wereldkampioenschappen · 
 Belgische kampioenschappen · 
 Nederlandse kampioenschappen
Klassementen:  Wereldbeker · 
 Superprestige · 
 GvA Trofee · 
 Challenge national
1987-1988 · 1988-1989 · 1989-1990 · 1990-1991 · 1991-1992 · 1992-1993 · 1993-1994 · 1994-1995 · 1995-1996 · 1996-1997 · 1997-1998 · 1998-1999 · 1999-2000 · 2000-2001 · 2001-2002 · 2002-2003 · 2003-2004 · 2004-2005 · 2005-2006 · 2006-2007 · 2007-2008 · 2008-2009 · 2009-2010 · 2010-2011 · 2011-2012 · 2012-2013 · 2013-2014 · 2014-2015 · 2015-2016 · 2016-2017 · 2017-2018 · 2018-2019 · 2019-2020 · 2020-2021 · 2021-2022 · 2022-2023 · 2023-2024 · 2024-2025